# Robby Scodnik
Roberto Scodnik, detto Robby (Trieste, 8 giugno 1938 – Genova, 1º agosto 2010), è stato un architetto e designer italiano.
Nato a Trieste e genovese d'adozione, inizia la sua carriera con la Borsa di Arlecchino, una delle più importanti esperienze teatrali del dopoguerra,, dove Scodnik creò scenografie, tra le altre "Sorveglianza speciale" di Jean Genet e "Al tribunal d'amore da Tardieu". Insieme a Emanuele Luzzati, che faceva parte della Borsa, Scodnik fu assistente. In seguito si dedicò all'architettura sia in Italia (in varie discoteche) che a Montecarlo, come al locale Harry's Bar. Sempre come architetto lavorò per la compagnia di Roma "Settimo Cielo", dove Robby creò scene, maschere, pupazzi e locandine per oltre dieci anni.
Muore il 1º agosto 2010, ad un anno dalla scomparsa gli viene dedicato una mostra dal titolo "La scena sognata - i giocattoli scenici di Robby Scodnik" a Roviano.